# Dmitri Markov
Dmitri Markov (biał. Дзмітрый Маркаў/Дзьмітры Маркаў, Dzmitryj Markau; ros. Дмитрий Марков, Dmitrij Markow; ur. 14 marca 1975 w Witebsku) – białoruski lekkoatleta, skoczek o tyczce, od 1999 reprezentujący Australię. Trzykrotny olimpijczyk (1996, 2000, 2004).
W 1998 Markov został zdyskwalifikowany przez białoruską federację za "nieusprawiedliwioną odmowę" udziału w mistrzostwach Europy. W wyniku konfliktu z rodzimym związkiem lekkoatletycznym Markov zmienił obywatelstwo na australijskie (mieszkał w tym kraju od 1996) i to barwy tego kraju reprezentował przez drugą część swojej kariery.
Z powodu problemów zdrowotnych Markov zakończył karierę w 2007.
Żonaty z rosyjską tyczkarką Swietłaną Abramową.

## Osiągnięcia
- srebrny medal Mistrzostw Świata Juniorów w Lekkoatletyce (Lizbona 1994)
- złoto Halowych Mistrzostw Europy (Sztokholm 1996)
- 6. miejsce na Igrzyskach olimpijskich (Atlanta 1996)
- srebrny medal Mistrzostw Świata (Sewilla 1999)
- 3. miejsce podczas Finału Grand Prix IAAF (Monachium 1999)
- 5. miejsce na Igrzyskach olimpijskich (Sydney 2000)
- złoto Mistrzostw Świata (Edmonton 2001)
- 3. miejsce w Światowym Finale IAAF (Stuttgart 2003)
- srebrny medal Igrzysk Wspólnoty Narodów (Melbourne 2006)

## Rekordy życiowe
- Skok o tyczce (stadion) – 6,05 (2001) rekord Australii i Oceanii do 2009 roku, obecnie 6. wynik w historii światowej lekkoatletyki[4]. Markow jest także aktualnym rekordzistą Białorusi (6,00 m, Auckland, 20 lutego 1998)[5]
- Skok o tyczce (hala) – 5,85 (1996)[6]